# Gianluigi Bacchetta
Gianluigi Bacchetta (1968) es un botánico italiano. En 1996 obtuvo su licenciatura en Ciencias Naturales en Cagliari. Desarrolla actividades académicas en la Cátedra de Botánica sistemática, de la Facultad de Biología y Farmacia de la Universidad de Cagliari.

## Algunas publicaciones
- u. Camper, g. Bacchetta. 2001. La vegetazione dei muri di Venezia (NE-Italia). Fitosociologia 38 (2): 83-96

### Libros
- Angius, Roberto; Bacchetta, Gianluigi (2009). «Boschi e boscaglie ripariali del Sulcis-Iglesiente (Sardegna Sud-Occidentale, Italia)». Braun-Blanquetia : recueil de travaux de géobotanique (Dipartimento di Botanica ed Ecologia, Univ. di Camerino). Vol. 45.
- Bacchetta, Gianluigi; Pili, Davide; Serra, Gianluca (2003). «Analisi del paesaggio e della suscettività all’erosione dei suoli nel bacino idrografico del Río Santa Lucia (Sardegna sud-occidentale)». Acta Biol (Studi Trent. Sci. Nat.) (80: 68). ISSN 0392-0542. Archivado desde el original el 4 de septiembre de 2011. Consultado el 31 de octubre de 2013.
- — (2006). Flora vascolare del Sulcis (Sardegna Sud-Occidentale, Italia). Univ. del País Vasco.
- — (2008). «Conservación ex situ de plantas silvestres». Vida Silvestre (Gob. del Principado de Asturias, Jardín Botánico Atlántico).

- La abreviatura «Bacch.» se emplea para indicar a Gianluigi Bacchetta como autoridad en la descripción y clasificación científica de los vegetales.[1]